# Karl-Heinz Ottersbach
Karl-Heinz Ottersbach (* 10. Juni 1912 in Hannover; † ?) war ein deutscher Jurist. In der Zeit des Nationalsozialismus war er Staatsanwalt am Sondergericht im oberschlesischen Kattowitz. Nach dem Krieg war er als Vertreter der Anklage beim Sonderdezernat „Politische Strafsachen“ der Staatsanwaltschaft am Landgericht Lüneburg tätig. 

## Leben
Über das Leben und Wirken von Karl-Heinz Ottersbach bis zum Ende der 1930er Jahre liegen nur wenige Erkenntnisse vor. Während seines Studiums trat er 1933 dem Studentensturm der SA bei und gehörte ab 1936 dem NS-Rechtswahrerbund an. Am 1. Juni 1937 beantragte er die Aufnahme in die NSDAP und wurde rückwirkend zum 1. Mai desselben Jahres aufgenommen (Mitgliedsnummer 4.944.057). Ab Oktober 1941 ist jedoch seine Tätigkeit als Staatsanwalt am Sondergericht Kattowitz verbürgt. Dort wirkte er maßgeblich an zahlreichen Todesurteilen mit.
Ab 1942 leistete er Kriegsdienst.

## Amtsführung in Kattowitz
Ottersbach fiel durch seine Tätigkeit am Sondergericht vor allem wegen seiner Härte gegenüber Polen auf.

### Vincent Fuhrmann
Im Jahre 1942 reichte Ottersbach vor dem Sondergericht Kattowitz Anklage gegen den polnischen Arbeiter Vincent Fuhrmann ein wegen unerlaubten Waffenbesitzes. Er beantragte die Todesstrafe, doch entschied das Gericht in seiner Entscheidung vom 9. Juli 1942 auf Freispruch, weil das Geständnis mit Schlägen erzwungen worden war. „Durch die Beweisaufnahme in der Hauptverhandlung konnte der Angeklagte nicht überführt werden. Der Zeuge Kriminalsekretär Polaczek hat bestätigt, daß der Angeklagte vom Kalfaktor geschlagen worden ist. Die damals abgelegten Geständnisse des Angeklagten konnten daher dem Urteil nicht zugrunde gelegt werden.“ Ottersbach beantragte daraufhin die „Haftentlassung nur zu Händen der Gestapo vorzunehmen“. Laut einem handschriftlichen Vermerk Ottersbachs wurde seinem Antrag aber nicht entsprochen.

### Jakob Horowitz und Reisla Gutfreund
Im April 1942 reichte Ottersbach die Anklageschrift gegen die beiden polnischen Juden Jakob Horowitz und Reisla Gutfreund auch Chrzanow ein, wegen unerlaubten Tauschgeschäfts. (Die Kalorienration für Juden in Polen betrug 1941 je 771 kJ (=184 kcal) pro Tag.) Horowitz wurde gemäß Antrag der Staatsanwaltschaft zu sechs Jahren verschärften Straflager verurteilt. Er kam ums Leben, nachdem Ottersbach ihn im Anschluss an das Urteil an die Staatspolizeistelle Kattowitz überstellte. Sie war bereits vor der Hauptverhandlung durch die Gestapo nach Auschwitz transportiert worden, es ist nicht bekannt, ob sie verurteilt wurde.

### Hilde Michon
Im Mai 1942 beantragte Ottersbach zehn Jahre verschärftes Straflager für Hilde Michon. Die Mutter von sieben Kindern hatte gestohlenes Geflügel gekauft. Ihr Mann Roman Michon war zuvor von der deutschen Besatzung verschleppt worden. Das Gericht urteilte auf vier Jahre verschärften Straflagers. Hilde Michon wurde am 16. Dezember 1942 in das Konzentrationslager Auschwitz verbracht. Ihr Tod wurde von der Gestapo am 3. Mai 1943 vermeldet. Das Gnadengesuch eines ihrer Kinder an Ottersbach blieb erfolglos.

### Mitwirkung an Todesurteilen
Ottersbach hatte 1942 für die Teilnahme an der Schwarzschlachtung einer Kuh gegen Eduard Rodak die Todesstrafe beantragt. Am 19. Mai 1942 wurde Rodak antragsgemäß verurteilt. Bronislawa Cielcielska und Ottilie Wojcikiewicz hatten ohne Brotmarken Brote verkauft und schließlich Brotmarken gefälscht, um den Behörden nicht aufzufallen. Auch in diesem Fall beantragte Ottersbach die Todesstrafe, am 23. Juli 1942 wurden beide hingerichtet.

## Nachkriegszeit: Sonderdezernat Politische Strafsachen Lüneburg
Nach Aussagen des ehemaligen Leiters der Gedenkstätte in der JVA Wolfenbüttel, Wilfried Knauer, wies eine stichprobenartige Sichtung der Akten in Staatsschutzsachen der 1950er eine „bemerkenswerte Parallelität, ja sprachliche Übereinstimmung in Anklagen und Urteilsbegründungen zwischen Verfahren vor nationalsozialistischen Sondergerichten nach dem Heimtücke-Gesetz von 1934 oder der Volksschädlings-Verordnung von 1939 und Verfahren vor Staatsschutzkammern in den 50er Jahren.“ Karl-Heinz Ottersbach wurde in der Nachkriegszeit als Staatsanwalt tätig und war am Landgericht Lüneburg für derartige politische Straftaten zuständig.
An der Spitze der justizförmigen Kommunistenverfolgung in der Bundesrepublik stand das Landgericht Lüneburg. Hier konnte „Ottersbach unmittelbar an seine Ansichten aus der NS-Zeit anknüpfen“. So hielt er einem Kommunisten in einer Strafverhandlung vom 13. Mai 1960 straferschwerend vor, dass er „aus seinen Zuchthausstrafen von 1933 und 1940 wegen ‚Wehrkraftzersetzung‘ nichts gelernt habe.“
Ein Fall ist der des Journalisten und KPD-Mitglieds Walter Timpe, der u. a. für die Tageszeitung „Die Wahrheit/Neue Niedersächsische Volksstimme“ schrieb. Im Mai 1955 musste er sich der damals 24-jährige Journalist wegen kritischer Zeitungsartikel über Konrad Adenauer vor dem Landgericht Lüneburg verantworten. Timpe hatte sich in seinen Artikeln gegen die Wiederaufrüstung der Bundesrepublik und die NS-Vergangenheit von amtierenden Ministern gewandt und u. a. Details über die NS-Vergangenheit von Bundesvertriebenenminister Theodor Oberländer veröffentlicht. Als Anklagevertreter trat Ottersbach auf, als Richter Konrad Lenski (* 1901), der sowohl am Reichskriegsgericht als auch in Straßburg zahlreiche Todesurteile gefällt hat, a. a. hat er eine größere Anzahl von französischen Widerstandskämpfern zum Tode verurteilt. Aus Timpes Kritik an dem Verbot von KPD und der kommunistischen Jugendorganisation FDJ leitete Ottersbach als Anklagevertreter eine „Rädelsführerschaft“ in einer verfassungsfeindlichen Vereinigung ab und legte dem Journalisten Beihilfe zur Geheimbündelei in verfassungsfeindlicher Absicht zur Last.
1965 wurde Ottersbach wegen seiner Tätigkeiten an den Sondergerichten vorzeitig in den Ruhestand versetzt.

## Auseinandersetzungen um Ottersbach
Das 1965 von der Nationalen Front in Ostberlin herausgegebene Braunbuch der DDR enthielt u. a. die Namen von Lenski und Ottersbach als amtierende aufgrund ihrer vormaligen Tätigkeit in der NS-Judikatur belasteter Justizjuristen in Westdeutschland.
Noch im Jahre 1964 stimmte der Ausschuss für Rechts- und Verfassungsfragen des Niedersächsischen Landtags über den Fall Ottersbach ab und kam – gegen die Stimmen von zwei SPD-Abgeordneten – zu der Ansicht, dass kein Grund zur Veranlassung von personellen Maßnahmen im Fall Ottersbach bestünden. Die Auseinandersetzung um den Staatsanwalt dauerte jedoch an. Im Frühjahr 1965 zitiert die Wochenzeitung „Die Zeit“ den ehemaligen Stuttgarter Oberlandesgerichtspräsident Richard Schmidt zu dem Fall, der erklärt: „Dieser Fall ist der übelste und der, der am wenigsten Zweifel und Milderungsgründe erkennen läßt.“